# Il mercante di schiave
Il mercante di schiave è un film del 1942 diretto da Duilio Coletti.

## Trama
Nel bel mezzo di un'incursione dei corsari algerini nel Mar Tirreno, il capo Alì s'imbatte in Fiamma, una bellissima ragazza dell'isola, e la violenta. Alì non fa neanche in tempo a risalire a bordo che viene subito catturato da amici di Fiamma. All'inizio lo vogliono uccidere ma poi Fiamma ci ripensa e lo aiuta a fuggire. Tornato in patria Alì scopre che da piccolo fu rapito, e allevato dai musulmani, dall'isola che ha appena abbandonato; così ritorna dall'amata che intanto aveva partorito un maschio per sposarla. Ma vengono presi in odio dai paesani dell'isola e vengono braccati fino alla sconfinata Maremma dove Alì viene colto da febbre. Poco prima della sua morte viene celebrato il matrimonio "in extremis".

## Distribuzione
Il film venne distribuito nel circuito cinematografico il 16 marzo del 1942.

## Accoglienza

### Critica
« Il film ha il merito di ringiovanirti di vent'anni. Sembra di tornare al 1920 quando si proiettavano drammi a forti tinte. Sopra una cupa storia d'amore fra la figlia di un pescatore e un pirata saraceno che alla fine rivela di essere un povero cristiano rapito da bambino da un gruppo di pirati e cresciuto con essi, si sviluppa tutto il film che è narrato con estrema ingenuità e dove ogni cosa e estremamente convenzionale...» Diego Calcagno in Film 9 maggio 1942